# ウラジーミル・マスラチェンコ
ウラジーミル・ニキトーヴィチ・マスラチェンコ（ロシア語: Владимир Никитович Маслаченко、1936年3月5日 - 2010年11月28日）は、ソビエト連邦の元サッカー選手。元ソビエト連邦代表。ポジションはGK。

## クラブ歴
自らホホールを名乗るウクライナ人で、ウクライナ社会主義共和国のヴァシルキヴカに生まれた。クルィヴィーイ・リーフで幼少期はサッカーをしていた。
1953年に地元の強豪であるメタルルフ・ドニプロペトロウシクで選手となった。
1957年にFCロコモティフ・モスクワに移籍すると、終生をモスクワで過ごした。1962年にFCスパルタク・モスクワに移籍、同年にリーグ制覇を成し遂げた。

## 代表歴
1958 FIFAワールドカップのメンバーに選出されていたが出場は無かった。1960年5月19日に行われたポーランド代表との親善試合で代表初出場。同年の1960 欧州ネイションズカップでは優勝を記録している。その後1962 FIFAワールドカップにも参加した。

## 引退後
引退後は国立中央レーニン勲章体育大学に進学、1970年に卒業した。以降はコメンテーターとしてテレビ、ラジオに出演した。1972-73シーズンにはサッカー監督業を志した事もあったが、結局は以降もコメンテーターとして連邦崩壊後も生活を続けた。
2010年11月28日に歿した。